# Guntram Pflaum
Guntram Pflaum (né le 13 avril 1903 à Freystadt; disparu en 1945)  était un dirigeant SS allemand, chef du Lebensborn à l'époque du nazisme.

## Biographie
Pflaum, qui était représentant de commerce, a appartenu de 1922 à 1924 au Corps franc d'Oberland En 1932 il a adhéré au NSDAP (numéro de membre 1.200.703) et est entré dans la SS (numéro 39.477). Puis il a appartenu à la I. SS-Standarte à Munich et ensuite à partir de 1935 il est devenu Stabsführer dans l'Organisme du Reich pour la recherche communautaire ((de) Reichsstelle für Sippenforschung).
En 1938 il a appartenu au Persönlicher Stab Reichsführer SS et en avril 1939  il a réintégré la SS jusqu'au grade de Standartenführer.
Le 1er janvier 1938, Pflaum est devenu administrateur du Lebensborn et a rempli cette fonction jusqu'au début 1940. La raison de son remplacement à ce poste par Max Sollmann, était l'endettement de l'association dont Pflaum a été rendu responsable. Ensuite Pflaum a combattu. À la fin de l'été 1941, Heinrich Himmler l'a chargé de constituer un commando spécial chargé de capturer en Russie les enfants d'origine allemande et de les placer dans les foyers de la SS ou dans des familles adoptives.
Début 1944, Pflaum a été nommé à Auschwitz. Il était chargé de prendre en charge la malaria. Il devait acheter des préparations de l'industrie chimique, les stocker et selon les besoins les administrer aux détenus.